# Вейс, Христиан Самуэль
Христиан Самуэль Вейс (Вайс) (нем. Christian Samuel Weiss; 26 февраля 1780, Лейпциг, — 1 октября 1856, Хеб) — немецкий минералог и кристаллограф.

## Биография
Христиан Вейс родился в Лейнциге 26 февраля 1780 года.
В 1798 году окончил Лейпцигский университет; в 1801 по 1802 гг., под руководством Клапрота, занимался в Берлинском университете химией, а в 1802—1803 гг. — во Фрайберге Фрейберге у Вернера. В 1803 году защитил докторскую диссертацию в Лейпциге и спустя пять лет, в 1808 году, получил там кафедру физики.

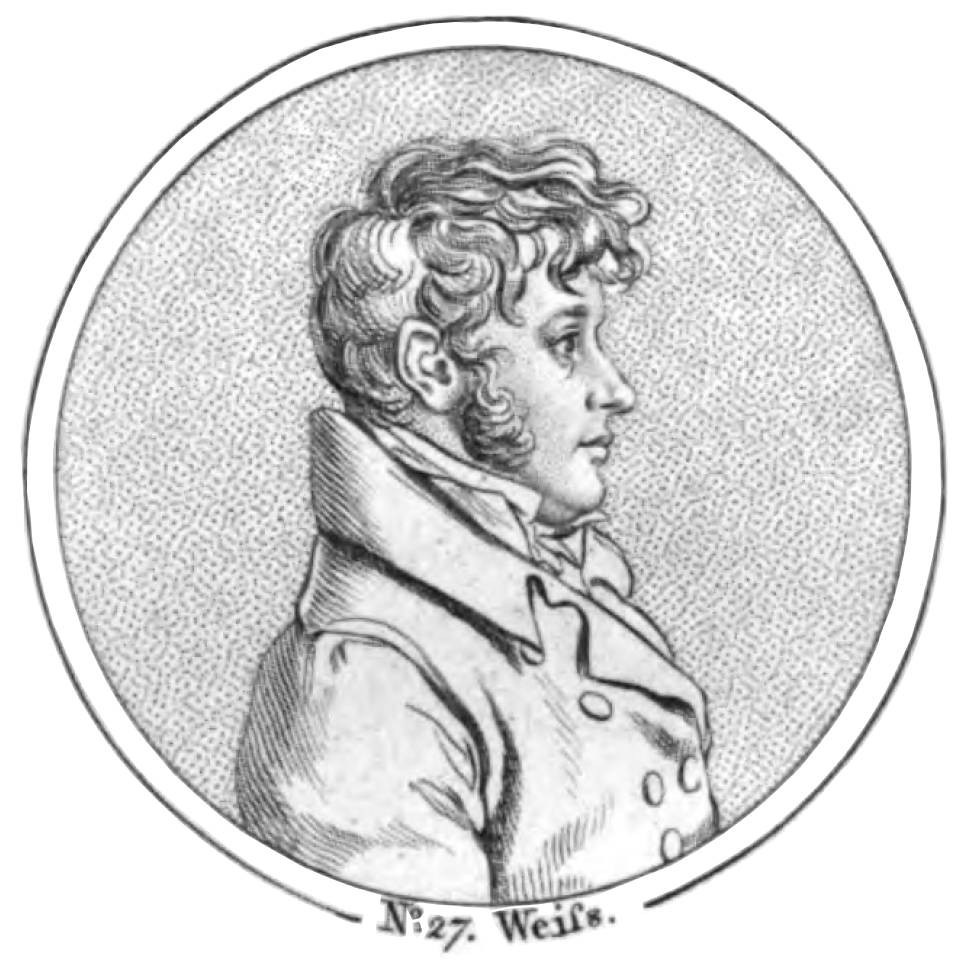
Христиан Вейс

В 1810 году Вейс был приглашён в Берлинский университет, где занял кафедру минералогии. Здесь он развил математическую отрасль минералогии по очень естественному методу и сделал его основой построения кристаллов. В 1813 году была напечатана его работа «Über die natürlichen Abteilungen der Krystallisationssysteme». Им был открыт один из основных законов кристаллографии — закон зон (поясов), устанавливающий связь между положением граней и рёбер кристаллов. Ввёл понятие о кристаллографических осях и деление кристаллов по сингониям. Предложил классификацию минералов, основанную на их составе и внешних признаках.
В 1853 году он был награждён орденом «Pour le Mérite за науку и искусство».
Христиан Самуэль Вейс умер 1 октября 1856 года во время поездки к целебным источникам, возле местечка Хеб в Богемии.